# Svenskøya
Svenskøya, nombre que en español significa isla de Suecia, es una isla deshabitada del archipiélago ártico de las Svalbard, Noruega. Es la segunda mayor isla de las islas del Rey Carlos (Kong Karls Land). Su superficie es de 137 km² y su punto más elevado se encuentra a 230 m de altitud. En la actualidad es una reserva natural, con importante presencia de osos polares.

## Historia
El archipiélago fue posiblemente descubierto ya en 1617 por el inglés Thomas Edge, quien luego nombró el área como tierra de Wiches. El archipiélago cayó en el olvido.
En 1853, el foquero noruego Erik Eriksen redescubrió el archipiélago nuevamente sin acercarse a él. El 27 de julio de 1859, Eriksen se convirtió en el primero en desembarcar en Svenskøya.
Svenskøya fue visitado por varias expediciones, incluyendo a una inglesa dirigida por Arnold Pike en 1897 y la «expedición alemana Helgolande» dirigida por Römers y Schauginns en 1898.
En 1973 se estableció la «Reserva Natural Nordaust-Svalbard».
El 1 de julio de 1985, se impuso una prohibición total de desembarco en todo el archipiélago. La prohibición se aplica a todas las islas e islotes y también incluye el navegar a 500 metros de la tierra.